# Parabellum (groupe)
Pour les articles homonymes, voir Parabellum.
Parabellum est un groupe de rock populaire français, originaire de Paris. Le groupe est formé par Géant Vert et Schultz en 1984 et, après trois albums studio, séparé en 1991. Le groupe se reforme ensuite en 1998 pour se dissoudre de nouveau en 2014.

## Biographie

### Première période (1984–1991)

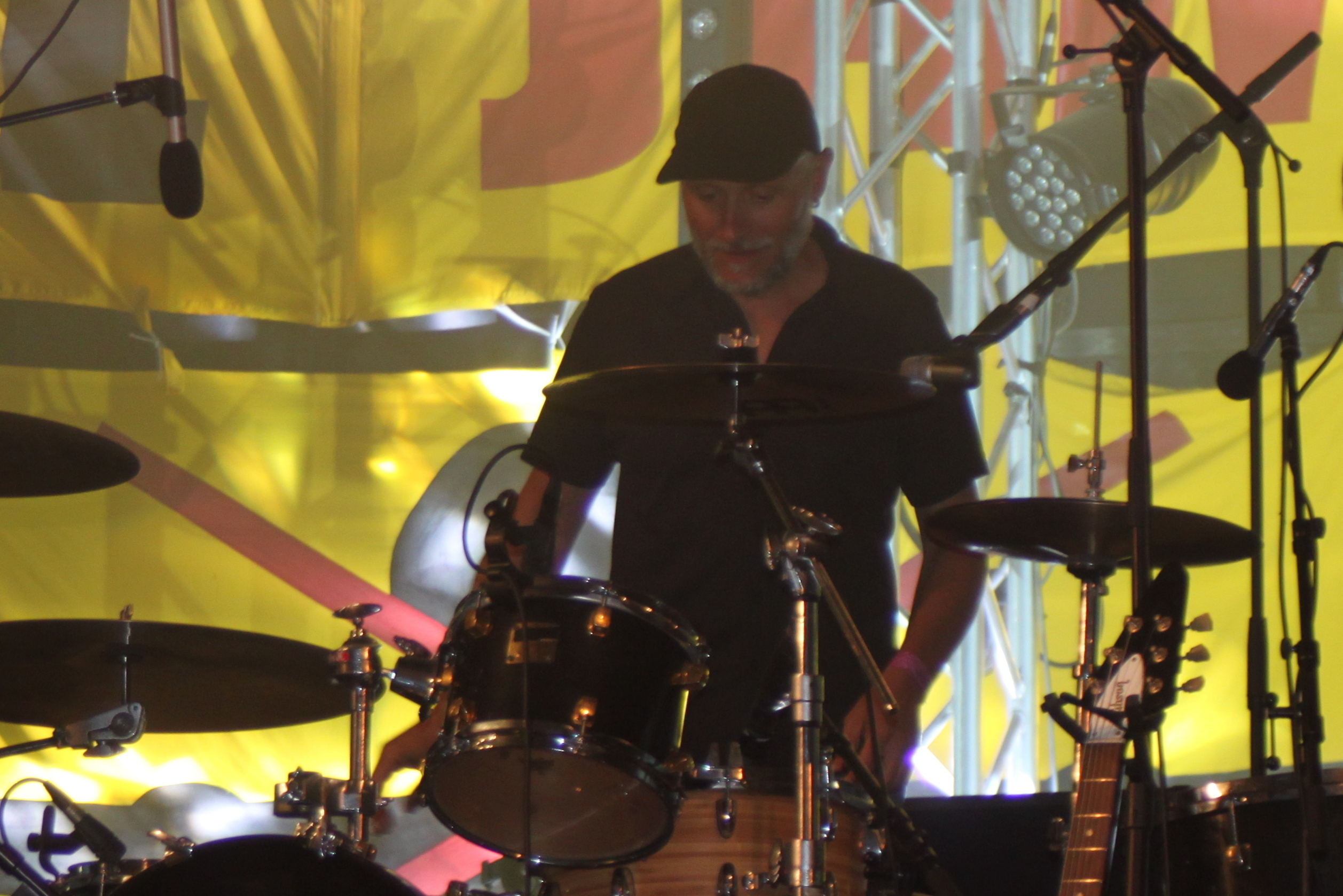
Xavier Xa Mesa, batteur du groupe, sur scène.

Le nom du groupe provient de la locution latine Si Vis Pacem Para Bellvm (si tu veux la paix prépare la guerre) que Géant Vert avait imprimée sur un t-shirt : « C’est la devise des pays possédant l’arme de dissuasion nucléaire, qui reprenait celle des Romains qui considéraient que plus on repoussait les frontières de l’empire, plus la cité était en sécurité. Et c’est devenu  : « plus vous êtes assis sur des mégatonnes de bombes thermonucléaires, plus vous êtes en sécurité », parce que personne n’osera allumer le pétard. J’avais trouvé ça tellement cynique que j’ai commencé par en faire un tee-shirt, c’est devenu un groupe,,,,,,. »
Parabellum est formé le 8 mai 1984, sur les marches de l'ANPE du 10e arrondissement de Paris, selon la légende ; en réalité, Schultz, Roland « Chamallow » Chamarat et Géant-Vert (alors manager) quittent le groupe Les Porte Mentaux, à la suite de désaccords artistiques avec BB. Cette même année, ils enregistrent et publient leur premier EP intitulé On est gouverné par des imbéciles au label Gougnaf Mouvement. Leur premier album studio, intitulé Gratuit : 2 morceaux en moins !, est publié en 1986, aussi par le label Gougnaf Mouvement. Ce premier opus est enregistré la même année à Montpellier « pour des raisons de thunes et de connexions », d'après Schultz. Il est produit par Christophe Sourice, batteur au sein des Thugs. Cambouis part après l'enregistrement de l'album. Géant Vert quitte aussi le navire dès 1987, et s'oriente vers l'écriture de son premier roman, intitulé Casse Bonbons. En 1988, le groupe connait son heure de gloire grâce au titre Anarchie en chiraquie.
Parabellum effectue quelques passages télévisés notamment chez Christophe Dechavanne sur France 2, et à l'émission Décibel sur France 3. Peu après, leur label Gougnaf Mouvement met la clé sous le porte, et Parabellum signe chez Just'in. Ils tournent au Canada, et préparent un nouvel album, qui est enregistré au Eichstadt Studio de Friedrichsdorf, en Allemagne. Ce deuxième album studio, intitulé Dense microsillon à faisceau de lumière cohérente, est publié en 1989. L'année suivante, en 1990, il est suivi par leur troisième album, Parabellum, qui comprend quatorze titres. Après quelques années d'existence, de sorties et de concerts, le groupe se sépare le 16 juin 1991, à l'issue de la tournée canadienne.

### Deuxième période (1998–2014)
Le groupe revient en studio en 1998 sans Géant Vert, parolier et responsable des pochettes du groupe.
À ce moment, le groupe compose un premier nouvel album studio qui s'intitule Bordel Inside, publié en 1999 par les labels Mantra et Wagram.
En 2002 sort Bunker, un album de 11 titres chez Remedy/Wagram. En 2005, il effectue une tournée nationale passant, fin juillet, à Montréal. On doit à Parabellum la remise à jour de deux chansons oubliées, Cayenne et Ilôt Amsterdam (reprise d’Amsterdam de Jacques Brel) avec de nouvelles paroles, un morceau lent Le dernier trocson, et de nombreuses compositions du genre punk flirtant avec le rockabilly, comme Anarchie en chiraquie, Saturnin (l'ami des bambins), l'anti-clérical Welcome to Paradise, et Osmose 99, un manifeste « no future » repris par plusieurs groupes, dont Tagada Jones ou Karbala 413.
Le 4 août 2013, Parabellum donne un concert bénévole de soutien à l'ACIPA, à la « ZàD » de Notre-Dame-des-Landes, aux côtés de Les Ramoneurs de menhirs, Sanseverino, Tryo, et 20 autres groupes moins connus. Le 12 septembre 2014, Schultz meurt d'une embolie pulmonaire, à 53 ans,,. Le 11 janvier 2017, Sven Pohlhammer meurt à 59 ans.

## Inspirations
La musique utilisée dans le titre Saturnin (1988), dans la compilation Parabellum, est réutilisée dans la chanson Lies (1997), du groupe Cock Sparrer. On peut aussi rapprocher Anarchie en chiraquie (1988) de Rock You Like a Hurricane (Scorpions, Love at First Sting, 1984). Le refrain de L'amour à 45 km/h peut également s'apparenter à une musique de  The Adicts (England, 1981).

## Membres
- Roger « Schultz » Fritsch - chant, guitare (né à Thionville en 1961, mort à Montreuil le 12 septembre 2014[16],[12],[17],[13])
- Géant Vert - parolier et concepteur des pochettes d’albums
- Roland « Chamallow » Chamarat  - basse (né en 1960, mort le 11 décembre 2011[18],[19])
- Cambouis - batterie (1er album)
- Kemar - guitare (mort le 20 mai 2018)
- Patrick Lemarchand - batterie
- Sven Pohlhammer, à la guitare avec ses tenues excentriques (mort le 11 janvier 2017[15])
- Olivier Meyrand - basse
- Philippe « Zed » Leffray - batterie (né en 1966, mort en août 2000)[20]
- Stéphane Zena « Stef Zen » - basse
- Xavier « Xa » Mesa - batterie

## Discographie

### Albums live
- 1991 : In Vivo Veritas (12 titres - 40 min 49 s - Mantra/Arcade)
- 1997 : Post Mortem Live (19 titres - 68 min 55 s - Mantra/Arcade)
- 2004 : Nunc Est Bibendum Live (18 titres - Mantra)

### Compilations
- 1996 : L'intégrale volume 1 (26 titres - 75 min 7 s - Mantra/Arcade)
- 1997 : L'intégrale volume 2 (18 titres - 50 min 13 s - Mantra/Arcade)